# Berta Fanta

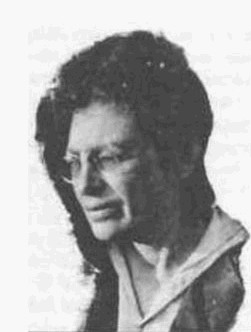
Berta Fanta, vor 1918

Berta Fanta, geb. Sohr (* 19. Mai 1865 in Libochowitz, Österreich-Ungarn; † 18. Dezember 1918 in Prag), war eine böhmische Intellektuelle, Salonière und Bahnbrecherin der Frauenbewegung.

## Leben
Berta Sohr entstammte einer wohlhabenden jüdischen Familie und wurde gemeinsam mit ihrer Schwester Ida bei Verwandten in Prag von französischen und englischen Gouvernanten erzogen. Sie besuchte in Prag eine Lehranstalt für höhere Töchter. 1884 heiratete sie den ebenfalls aus Libochovice stammenden Max Fanta und ihre Mutter Emilie Sohr kaufte dem Paar in Prag das Haus „Zum Einhorn“ am Altstädter Ring, in dem auch eine Apotheke beheimatet war. Hier wurden ihre Kinder Else (1886–1969) und Otto Fanta (1890–1940) geboren. Zusammen mit ihrer Schwester Ida begann sie ein Philosophiestudium an der Prager Deutschen Universität, unter anderem bei Anton Marty. Sie begeisterte sich zunächst für die Philosophie Friedrich Nietzsches, wandte sich dann aber den Werken Franz Brentanos zu. Zusammen mit ihrer Schwester engagierte sie sich auch im Verein Frauenfortschritt, der die Emanzipation der Frauen förderte. Gegründet wurde er von Moriz Winternitz und der Gattin von Ernst Rychnovsky.
Im Prager „Café Louvre“ in der Ferdinandstraße richtete sie ab etwa 1907 einen zweiwöchentlichen Philosophenzirkel ein. Parallel dazu veranstaltete sie dienstagabends im Salon ihres Hauses den inoffiziellen Fantakreis. Um 1906/07 begann sie, sich mit theosophischen Schriften zu beschäftigen und trat der tschechischen Theosophischen Gesellschaft bei. In dieser Zeit lernte sie Rudolf Steiner kennen. Mit Mathilde Scholl initiierte sie 1912 die Gründung einer anthroposophischen Gesellschaft in Prag.
Bei Ausbruch des Ersten Weltkriegs rückten Oskar Pollak und Samuel Hugo Bergman ein, und ihr Mann wurde Sanitäter und lebte zeitweilig in Wien. Der Krieg hatte ihr Vertrauen in die europäische Zivilisation erschüttert, und sie wollte mit ihrer Tochter Else und ihrem Schwiegersohn Samuel Hugo Bergmann nach Jerusalem ausreisen. Nach einem Schlaganfall kam sie jedoch nicht mehr zu Bewusstsein.